# Coelichneumon futasujii
Coelichneumon futasujii är en stekelart som först beskrevs av Tohru Uchida 1932.  Coelichneumon futasujii ingår i släktet Coelichneumon och familjen brokparasitsteklar. Inga underarter finns listade i Catalogue of Life.